# نصير أباد (مشكين شهر)
نصير أباد هي قرية في مقاطعة مشكين شهر، إيران. عدد سكان هذه القرية هو 1,286 في سنة 2006.